# Hydroptila wakulla
Hydroptila wakulla är en nattsländeart som beskrevs av Donald G. Denning 1947. Hydroptila wakulla ingår i släktet Hydroptila och familjen smånattsländor. Inga underarter finns listade i Catalogue of Life.